# Mattia Montini
Mattia Montini (ur. 28 lutego 1992 we Frosinone) – włoski piłkarz występujący na pozycji napastnika.

## Życiorys
Jest wychowankiem Romy. W zespole Primavery w 41 meczach zdobył 23 gole. 9 lutego 2011 wystąpił w reprezentacji U-20 w przegranym 1:3 towarzyskim meczu z Niemcami.
W 2011 roku został wypożyczony do Benevento Calcio. 27 listopada rozegrał pierwszy mecz na szczeblu seniorskim, rozgrywając pełne spotkanie z przegranym 0:1 spotkaniu z Carpi FC w ramach Lega Pro Prima Divisione. Pierwszą bramkę zdobył 22 stycznia 2012 podczas wygranej 2:0 z AC Reggiana. Łącznie w sezonie 2011/2012 rozegrał dziewięć ligowych spotkań, w których zdobył jednego gola. W lipcu 2012 został wykupiony z Romy za 260 tysięcy euro. Pod koniec stycznia 2013 został wypożyczony do Feralpisalò. Później Benevento wypożyczało go jeszcze do występujących w Serie B Cittadelli i Juve Stabia, a także do Arezzo.
Latem 2015 odszedł z Benevento, po czym na zasadzie wolnego transferu został zawodnikiem Pro Patria. Rok później przeszedł do SS Monopoli. W styczniu 2017 za 200 tysięcy euro nabyło go Bari, po czym zawodnik na zasadzie wypożyczenia dokończył sezon w Monopoli. Sezon 2017/2018 spędził na grze w Livorno.
W październiku 2018 przeszedł do Dinama Bukareszt. W Liga I zadebiutował 23 listopada w zremisowanym 1:1 spotkaniu z Gaz Metan Mediaș. Zawodnikiem Dinama był do 2020, rozgrywając w tym okresie 45 meczów w najwyższej klasie rozgrywkowej Rumunii. W sezonie 2020/2021 reprezentował barwy Astry Giurgiu.
W sierpniu 2021 podpisał dwuletni kontrakt z Widzewem Łódź. Rok później umowa została rozwiązana.

## Statystyki ligowe
| Sezon         | Klub                   | Liga                     | Mecze | Gole |
| ------------- | ---------------------- | ------------------------ | ----- | ---- |
| 2011/2012     | Benevento Calcio       | Lega Pro Prima Divisione | 9     | 1    |
| 2012/2013     | Benevento Calcio       | Lega Pro Prima Divisione | 10    | 2    |
| 2012/2013 (w) | Feralpisalò            | Lega Pro Prima Divisione | 13    | 2    |
| 2013/2014 (j) | AS Cittadella 1973     | Serie B                  | 4     | 0    |
| 2013/2014 (w) | SS Juve Stabia         | Serie B                  | 5     | 0    |
| 2014/2015 (j) | Benevento Calcio       | Lega Pro                 | 1     | 0    |
| 2014/2015     | US Arezzo              | Lega Pro                 | 28    | 2    |
| 2015/2016     | Aurora Pro Patria 1919 | Lega Pro                 | 20    | 4    |
| 2016/2017     | SS Monopoli 1966       | Lega Pro                 | 35    | 13   |
| 2017/2018     | AS Livorno Calcio      | Serie C                  | 24    | 2    |
| 2018/2019     | Dinamo Bukareszt       | Liga I                   | 23    | 13   |
| 2019/2020     | Dinamo Bukareszt       | Liga I                   | 22    | 4    |
| 2020/2021     | Astra Giurgiu          | Liga I                   | 28    | 5    |
| 2021/2022     | Widzew Łódź            | I liga                   | 10    | 2    |